# Leon Kostecki
Leon Kostecki (ur. 27 lutego 1911 w Kolonii Podoszerynie, zm. 21 grudnia 1955 w Czarnem) – polski oficer.

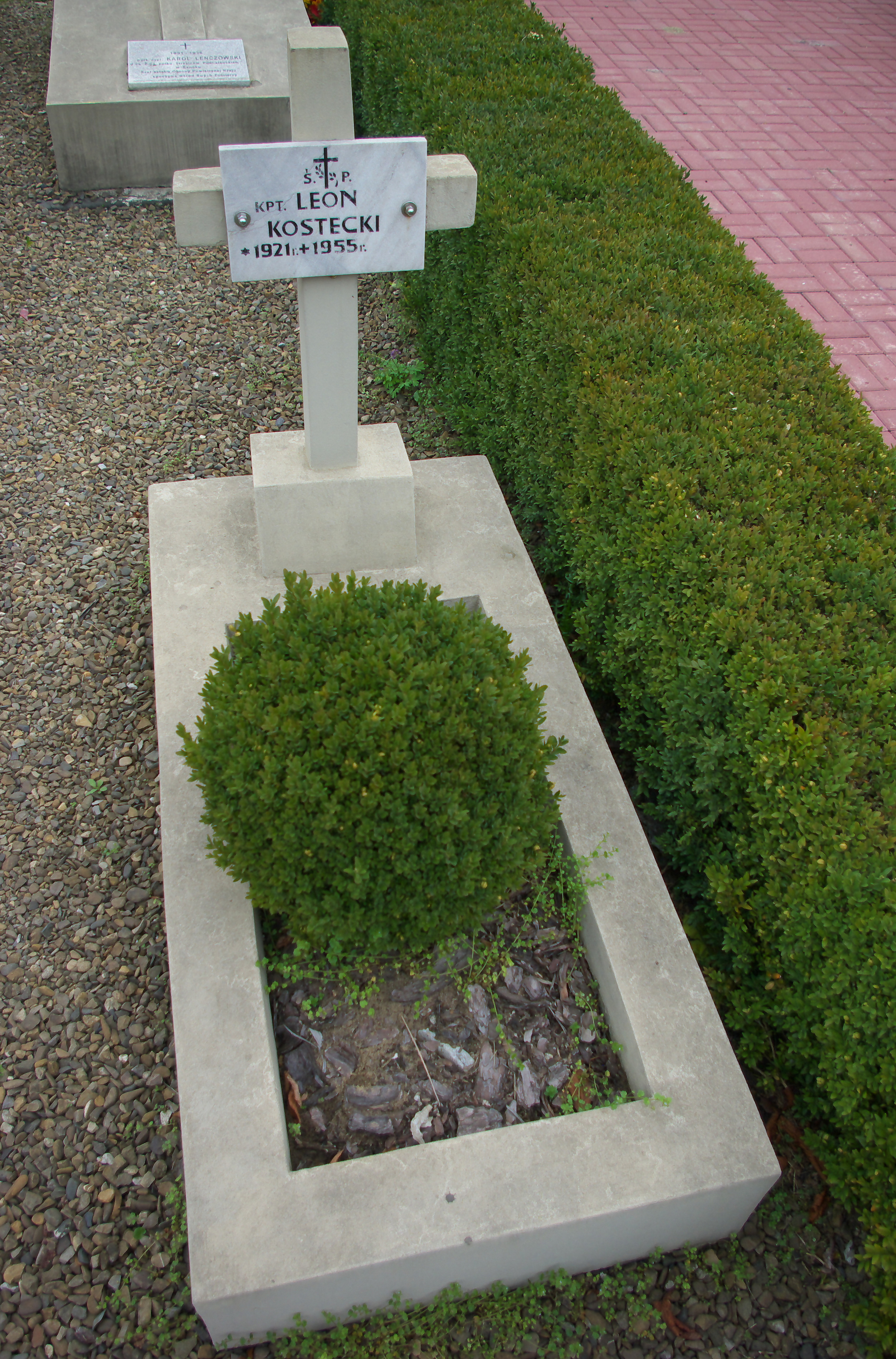
Nagrobek Leona Kosteckiego

## Życiorys
Urodził się 27 lutego 1911 w Kolonii Podoszerynie jako syn Edwarda i Emilii z domu Nienart.
Podczas II wojny światowej i nadejściu w 1944 frontu wschodniego został zmobilizowany do ludowego Wojska Polskiego i przydzielony do 34 pułku piechoty w składzie 8 Dywizji Piechoty. W stopniu sierżanta/starszego sierżanta pełnił funkcję dowódcy plutonu saperów. Później awansowany do stopnia kapitana.
26 grudnia 1945 w Sanoku poślubił Karolinę Teofilę Słuszkiewicz (ur. 1923). Zmarł 21 grudnia 1955 w Czarnem na atak serca. Został pochowany w kwaterze żołnierzy Wojska Polskiego na cmentarzu przy ul. Rymanowskiej w Sanoku 28 grudnia 1955.

## Odznaczenia
- Order Krzyża Grunwaldu III klasy[4].
- Krzyż Walecznych[4].
- Brązowy Medal Zasłużonym na Polu Chwały[4].